# Roccadaspide
Roccadaspide (AFI: [rɔkkaˈdaspide], 'A Ròcca in dialetto locale) è un comune italiano di 6 879 abitanti della provincia di Salerno in Campania.
La città è nota per il suo peculiare centro storico e per la produzione del marrone di Roccadaspide, una particolare varietà di castagna a cui è stato riconosciuto il marchio IGP. Costituisce inoltre il centro principale della val Calore.

## Geografia fisica

### Territorio
Il comune si trova a nord-ovest del Cilento e si estende lungo la valle del fiume Calore Lucano. Il suo territorio rientra nel parco nazionale del Cilento e Vallo di Diano.
- Classificazione sismica: zona 2 (sismicità media), Ordinanza PCM. 3274 del 20/03/2003.

### Clima
Il clima è tipicamente mediterraneo con inverni ed autunno umidi ed estati lunghe, secche e ventilate. Le precipitazioni si concentrano prevalentemente nei mesi autunnali ed invernali e le precipitazioni raramente acquisiscono carattere nevoso. Le temperature raramente scendono sotto i −2° e raggiungono picchi di 42° nelle ondate di caldo estive. Nell'agosto del 2003 (durante la grande Ondata di caldo dell'estate 2003) la temperatura, per più giorni, ha sfiorato i 45°.

## Origini del nome
Le origini del nome di Roccadaspide sono state al centro di incomprensioni ed errori. Alcuni, infatti, ritengono che il nome della città derivi dall'aspide, serpente che era molto comune nella zona ai tempi dell'edificazione del centro abitato. Per tal motivo, alla fine degli anni novanta fino all'inizio del secolo in corso, il comune ha preso il nome di Rocca d'Aspide, per poi tornare all'originale.
Altri invece ritengono che la prima parte del nome sia un chiaro riferimento alla sua impervia ed arroccata posizione geografica, mentre la seconda parte deriverebbe da aspar, vocabolo medioevale che identifica un palo da vigneto, forse per la presenza di un bosco in zona dove venivano lavorati e prodotti questi pali.
Un'ulteriore ipotesi fa derivare il nome da un rampollo della Gente Aspro romana che sarebbe divenuto direttore del villaggio ai tempi dell'Impero Romano.
Ma tralasciando ogni altra ipotesi, la tesi più probabile invece, appare quella secondo cui il nome deriverebbe dall'unione del termine rocca, che starebbe a significare l'originaria fortificazione attorno al quale si è sviluppato il primo nucleo urbano, col termine greco aspis, che significa scudo, difesa e che richiamerebbe alla funzione originaria del maniero.

## Storia

### Epoca classica
I primi insediamenti nel territorio vengono ricondotti alla civiltà greca ed etrusca.
In particolare in località Tempalta, luogo caratterizzato da basse collinette a ridosso della vicina piana del Sele, sono state portate alla luce le tracce di insediamenti abitativi e di una necropoli i cui materiali vengono datati a partire dalla seconda metà del VII secolo a.C. e fino a tutto il IV secolo a.C. Tali elementi documentano la presenza di indigeni nel territorio, probabilmente di stirpe etrusca, insediati nella zona prima della fondazione della vicina città greca di Paestum (i cui ruderi sono oggi ricompresi nel territorio del comune di Capaccio) avvenuta invece successivamente tra la fine del VII ed i primi decenni del VI secolo a.C.
In località Fonte invece, presso la sorgente del fiume Cosa (piccolo corso d'acqua che si versa nel fiume Calore Lucano), sono stati ritrovati i resti di un santuario, datati invece intorno ai primi decenni del VI secolo a.C., che fanno ritenere che ivi fosse ubicato un luogo di culto extraurbano, dedicato a una divinità delle acque e che ebbe vita molto lunga nel tempo. È assai probabile che il luogo di culto fosse stato costruito dagli abitanti di stirpe greca della vicina Paestum in quanto gli elementi ritrovati sono molto simili a quelli rinvenuti nel vicino Heraion alla foce del Sele. È da ritenere che i coloni greci, che oramai si erano insediati nella zona, avevano posto il suddetto santuario presso uno dei confini del proprio territorio allo scopo di instaurare, con i più antichi abitanti del luogo, dei rapporti di contatto e scambio all'insegna del sacro.
È stata inoltre avanzata un'ipotesi secondo la quale si ritiene che, a partire dal III secolo d.C. - periodo durante il quale si affermò il Cristianesimo nella vicina Paestum - Roccadaspide sia stata un casale greco nel quale fossero stati edificati luoghi di culto cristiano.
È più probabile però, che il primo nucleo urbano organizzato, sia sorto solo a partire dal VII secolo d.C., quando la vicina città di Paestum fu gradualmente abbandonata a causa dell'impaludamento della zona e alle successive incursioni lungo la costa dei Saraceni e dei Normanni, che portarono gli abitanti di Paestum a cercare rifugio sulle colline circostanti.

### Medioevo
Durante il medioevo la storia di Roccadaspide seguì le sorti delle vicende feudali che interessarono la regione, ma scarne sono le fonti attraverso le quali è possibile ricostruirne il passato e di conseguenza spesso non risulta agevole capire le vicende che portano al trasferimento della signoria sul territorio rocchese.
Secondo alcuni autori, all'epoca del Principato di Salerno, intorno alla seconda metà del X secolo d.C., fu la casata normanna degli Altavilla (Hauteville) a creare nel territorio di Roccadaspide il primo borgo fortificato.
Tuttavia le prime notizie documentali certe risalgono alla fine del X secolo d.C. e attestano che Roccadaspide era chiamata Casavetere di Capaccio o San Nicola de Aspro. Tali elementi confermano l'esistenza di antichi legami con le popolazioni di Capaccio nonché l'esistenza di un'antica chiesa probabilmente bizantina. Le fonti riportano inoltre che S. Nicola de Aspro, tra la fine del X secolo e l'inizio dell'XI secolo, faceva parte della contea di Capaccio, la quale era soltanto una parte del più ampio Gastaldato di Lucania.
Nell'archivio dell'Abbazia territoriale della Santissima Trinità di Cava de' Tirreni, è stato rinvenuto un atto notarile del 15 maggio 1092, il quale prova che a quel tempo Roccadaspide fosse una badia dipendente dall'Abbazia di Cava de' Tirreni e che vi fosse una chiesa eretta in un perimetro delimitato da una rocca e da mura (testualmente si legge: S. Nikolai constructam intra Castellum quod asprium dicitur).
A partire dal 1130 il territorio di Roccadaspide entrò a far parte, come tutto il Meridione italiano, del Regno di Sicilia creato da Ruggero II d'Altavilla.
La ricerca toponomastica segnala come il centro abitato fosse chiamato intorno al XII secolo come Rocca D'Aspris o Rocca de Aspis, dal greco aspis che significa scudo, difesa: questo dimostrerebbe, secondo gli storici, che in quel periodo, intorno allo sperone di roccia impervio su cui attualmente si trova il centro storico del paese, già sussisteva una costruzione difensiva intorno al quale si era sviluppato un discreto centro abitato.
Al riguardo è significativa una bolla di papa Celestino III, con la quale veniva canonicamente riconosciuto il convento di San Lorenzo Strictu nel vicinissimo comune di Castel San Lorenzo, datata Roma - 15 maggio 1191, nella quale si legge "Rocchae", termine che sta ad indicare la presenza di una torre o fortificazione.
Secondo fonti storiche, il primo feudatario di Roccadaspide fu tal Guglielmo figlio del fu Goffredo della Famiglia Francesca che probabilmente era salernitana, il quale acquisì nel 1237 la signoria su Roccadaspide e Corleto Monforte; morto Guglielmo gli succedette la figlia Filippa che si sposò con Gilberto di Fasanella, membro della famiglia nobiliare più importante della Valle del Calore. Filippa avrebbe quindi portato in eredità ai Fasanella la signoria su Roccadaspide e Corleto Manforte; fu in questo modo che Roccadaspide entrò nell'orbita politica dei Baroni di Fasanella.
Nel XIII secolo, e probabilmente a partire dal 1245, in conseguenza degli eventi della congiura di Capaccio e per volontà dell'imperatore Federico II, venne iniziata la costruzione di un vero e proprio castello sulla base della costruzione preesistente.
In seguito, qualche anno dopo la congiura di Capaccio e dopo la battaglia di Benevento avvenuta nel 1266, durante la quale Carlo I d'Angiò conquistò il Regno di Napoli sconfiggendo a Benevento l'ultimo re svevo, Manfredi di Sicilia discendente di Federico II, da quanto risulta dalla scrittura della Reintegrazione dei Feudi, ai Baroni e alle Chiese del Re, Roccadaspide divenne un vero e proprio baluardo a difesa della Valle del Calore (nel documento infatti si legge: prope castrum roccae de aspro).
Tale documento inoltre, dimostra che, ancora alla fine del XIII secolo, Roccadaspide non era il centro di un feudo indipendente in quanto rientrava all'interno della più ampia Baronia di Fasanella, la quale aveva sede dove oggi sorge il comune di Sant'Angelo a Fasanella. Con l'ultimo documento menzionato, Carlo I d'Angiò attribuì la signoria su Roccadaspide a Pandolfo Fasanella, suo sostenitore ed originario feudatario della regione, che intorno al 1245 si era schierato apertamente contro Federico II.
Se appare certo quindi che intorno al 1270 a Roccadaspide fosse presente un vero e proprio castello, è anche vero che i documenti dimostrano come nel 1271 nel paese fossero stati censiti soltanto 40 abitanti, la popolazione infatti era fortemente regredita per varie cause: il terremoto del 1265, malattie e le lotte militari del tempo.
Ciononostante, nel registro delle decime degli anni 1308-1310, "ratione decimarum italiae", si parla di Castrum Rocce de Aspio e questo dimostra come il paese, durante il XIV secolo, fosse oramai diventato un importante centro fortificato.
Pandolfo Fasanella morì verso la fine del XIII secolo e in seguito la signoria su Roccadaspide passò a varie famiglie tra le quali va annoverata la famiglia Sanseverino, Baroni del Cilento, che di fatto controllò la regione fino alla metà del XVI secolo, quando il casato si estinse con la morte dell'ultimo discendente.
Roccadaspide fu baronia dei Del Giudice e dei Marzano ma Re Ferrante d'Aragona, dopo la sconfitta subita nella battaglia di Otranto (1481) e la Congiura dei Baroni (1484), si sdebitò con Tommaso Filomarino concedendogli la baronia di Roccadaspide (1484), in seguito ereditata da Giacomo Filomarino, figlio di Tommaso e padre di Giovambattista Filomarino. 

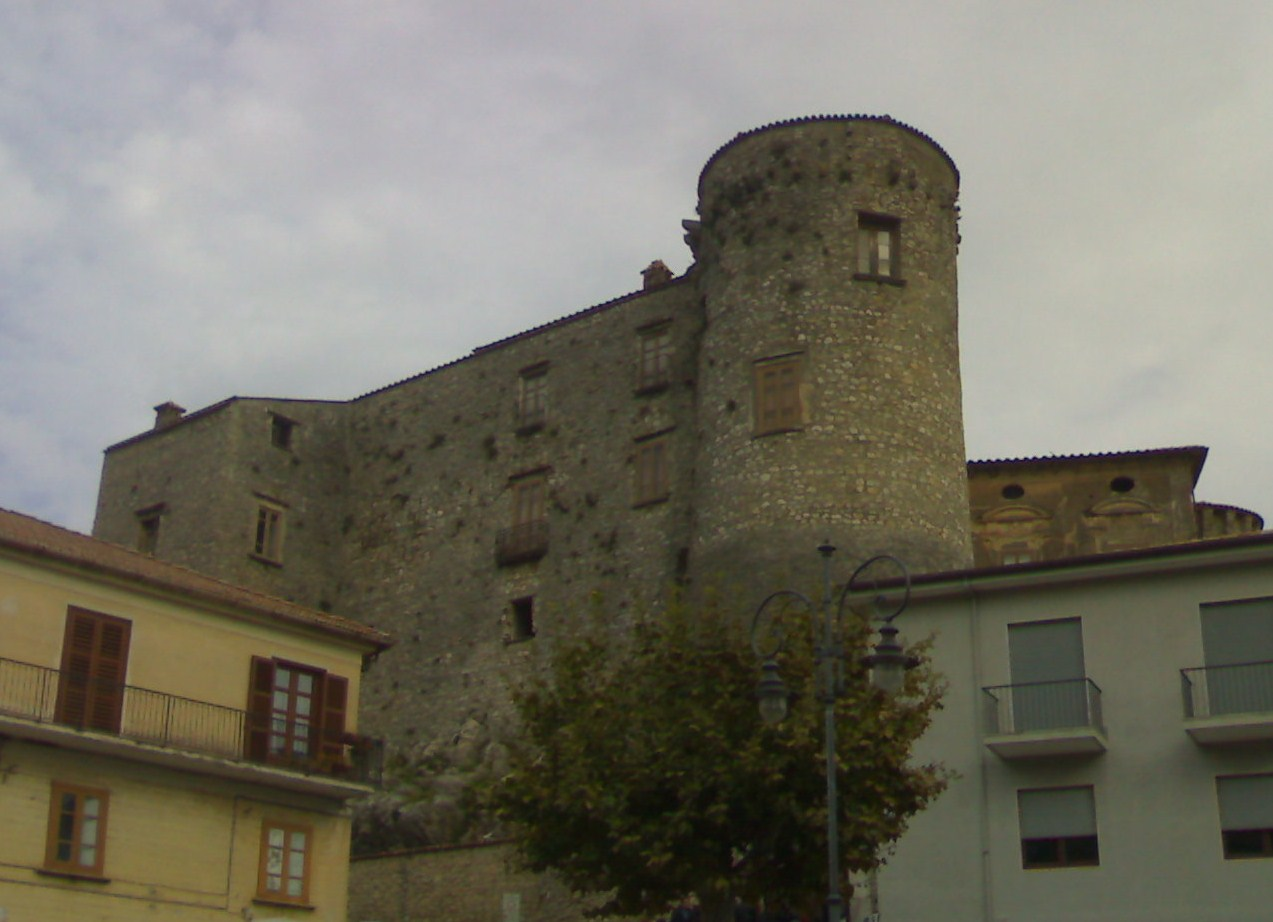
Il castello visto da Piazza XX Settembre.

Con la scomparsa degli ultimi Sanseverino, le terre del Cilento, che fino a quel momento avevano costituito un'unica Universitas indivisa, furono frazionate in vari feudi e sub-feudi e vennero poste in vendita e comprati da facoltosi napoletani, graditi alla Corte e desiderosi di procurarsi un titolo di nobiltà, che molto spesso non prendevano nemmeno materialmente il possesso dei territori acquisiti per rimetterli di nuovo in vendita. In tale contesto si colloca nel 1549 l'acquisizione della signoria su Roccadaspide da parte del nobile napoletano Giovanbattista Filomarino. Quest'ultimo viene menzionato anche in una lapide posta nel duomo di Napoli nella quale si legge "et gesta Roccae comitis titulu meruit MDIL", e cioè meritò per le sue gesta il titolo di primo Signore di Rocca nel 1549; una lapide simile è collocata anche nella Chiesa della Natività del paese nella quale nel 1564, lo stesso Giovambattista Filomarino si autodefiniva primo signore rocchese.
Si deve segnalare anche che furono i Filomarino a portare a Roccadaspide le reliquie dei Santi Sinforosa e Getulio, divenuti poi i Santi patroni del paese (in precedenza il patrono era S. Rosa). Tali reliquie, sarebbero state donate dal papa Sisto IV a Tommaso Filomarino, avo dei futuri signori rocchesi, per essersi distinto nel 1480 nella famosa battaglia di Otranto, combattuta contro i Turchi. Pare inoltre che debba farsi coincidere il periodo in cui Roccadaspide abbia acquisito definitivamente una propria identità ed autonomia col riconoscimento del titolo di Universitas con quello in cui i Filomarino subentrarono nella signoria del paese.
La famiglia Filomarino tenne la signoria su Roccadaspide fino alla prima metà del XIX secolo. Tra i più illustri esponenti del casato va menzionato Tommaso Filomarino, figlio del primo signore Giovanbattista e discendente del Tommaso distintosi nella battaglia di Otranto del 1480, il quale nel 1610, ottenne il titolo di primo principe della contea rocchese e fondò nel paese, insieme alla moglie Beatrice Guevara, il Conservatorio delle Religiose di S. Elisabetta (nel 2011 la struttura risulta ripartita tra un asilo, un dipartimento di salute mentale e una scuola elementare).
Durante la signoria dei Filomarino il castello subì i più importanti interventi edilizi e venne ulteriormente ampliato e fortificato fino ad assumere l'aspetto che ha oggi; inoltre il nome del paese andò gradualmente trasformandosi fino a divenire nel XVIII secolo Rocca d'Aspro o anche Rocca dell'Aspide per poi assumere la forma di Rocca D' Aspide agli inizi dell'800.
Nel corso del 1799 Roccadaspide venne direttamente coinvolta nei caotici eventi che segnarono la breve esistenza della Repubblica Napoletana. La Campagna d'Italia combattuta dalla Francia rivoluzionaria contro le potenze monarchiche europee dell'Antico regime ebbe tra le principali conseguenze la nascita, sul territorio italiano, di numerose repubbliche filofrancesi e giacobine quali la Repubblica Ligure e la Repubblica Cisalpina nel 1797, la Repubblica Romana nel 1798 e la Repubblica Napoletana nel 1799. La vita della Repubblica Napoletana fu però particolarmente travagliata, mancò sin dall'inizio l'adesione popolare alla rivoluzione la quale coinvolse soltanto le personalità di maggiore cultura del napoletano che non riuscirono a trasmettere alla gente comune il senso della rivoluzione. Di conseguenza, nelle province non occupate dall'esercito francese, il Governo provvisorio, al fine di contenere i movimenti controrivoluzionari, fedeli al re Ferdinando IV di Borbone, diede luogo ad una repressione spietata e sanguinaria contro gli oppositori della neonata Repubblica. In tale contesto, il Governo repubblicano inviò vari contingenti armati nelle province, e tra questi vi era la colonna armata guidata dal Generale Giuseppe Schifani che aveva lo scopo di giungere in Calabria attraversando il salernitano. Le truppe del Generale Schifani, dopo aver attraversato i territori amici di Salerno, Eboli ed Albanella, giunsero nei territori dei monti Alburni che erano rimasti filo-borbonici. La popolazione di Roccadaspide e della restante Valle del Calore, rimasta federe ai Borbone, cercò di resistere all'avanzata del generale Schifani e un gruppo di uomini armati si asserragliò nel Convento dei Carmelitani ubicato appena fuori dal centro abitato. Le truppe franco-napoletane, armate di cannoni e aiutate da alcuni uomini della vicina Albanella, espugnarono il paese, incendiarono alcune case rurali, saccheggiarono il magazzino e il Convento dei Carmelitani, riducendo in prigionia alcuni uomini, tra i quali alcuni frati carmelitani, come Simone di Simone originario di Casoria, accusati di aver sostenuto i filo-borbonici. Espugnata Roccadaspide, le forze giacobine di Schifani proseguirono verso l'interno, ma vennero sconfitte e fermate nei pressi della vicina Castelluccia dai borbonici guidati da Gerardo Curcio di Polla detto Sciarpa. Successivamente, nell'aprile del 1799, in seguito alle sconfitte subite dalle truppe francesi in Italia settentrionale a opera degli Austro-Russi (mentre Napoleone era bloccato in Egitto dalla distruzione della sua flotta per mano di Horatio Nelson), i francesi sono costretti a ritirare le proprie truppe sparse nelle province e in seguito a lasciare la Repubblica Napoletana al suo destino che la vedrà soccombere, in poche settimane, alle truppe fedeli al re Ferdinando IV di Borbone guidate da sud dal cardinale Fabrizio Ruffo.
Pertanto, come nel resto del Meridione italiano, le strutture del sistema feudale tardarono a scomparire e la presenza dei nobili Filomarino nel paese è certificata fino agli inizi dell'800, quando la proprietà passò alla famiglia Giuliani. I discendenti, ancora oggi, ne custodiscono le opere d’arte, collocate nei saloni e stanze destinate alle famiglie principesche e alla corte.
Nonostante il perdurare dei retaggi medioevali, mutate condizioni di viabilità, garantirono al paese un notevole sviluppo già a partire dal XVIII secolo. Fino al ‘700 infatti, Roccadaspide era collegata col resto del salernitano essenzialmente da un disagevole percorso che congiungeva la sommità del paese con la sottostante Valle del Calore Lucano la quale andava percorsa per intero prima di giungere nella Piana del Sele. Nel XVIII secolo fu invece realizzata una prima strada che, tagliando per la località Difesa - S. Maria, collegò direttamente il centro di Roccadaspide con la zona di Capaccio; sempre in tale periodo venne inoltre realizzata una via che, tagliando per la località San Paolo, collegò direttamente il paese con i borghi dell'interno del Cilento quali Castel San Lorenzo e Felitto.
La migliore viabilità favorì la crescita demografica col conseguente ingrandimento del perimetro urbano e l'affermarsi di artigiani, commercianti e proprietari terrieri che a loro volta diedero successivamente vita ad una piccola borghesia composta da notai, esattori, speziali e cancellieri. Tali fenomeni inoltre favorirono il sorgere lungo le direttrici stradali di borgate rurali che andarono sempre più ingrandendosi fino ad acquisire nel XX secolo la forma di vere e proprie contrade: Fonte, Serra, Tempalta.
Agli inizi del XIX secolo la popolazione aveva ormai raggiunto il numero di 4 000 abitanti, nonostante il paese fosse rimasto coinvolto sia nella peste del 1656 e sia carestia del 1754 che interessarono buona parte del Meridione. La vivacità economica e sociale che si ebbe tra il XVIII e il XIX secolo è testimoniata anche dal fatto che in quel periodo sorsero nel territorio numerosi mulini, fabbriche di mattoni (cosiddette carcare) e dall'inizio dell'800 furono istituite due fiere annuali (San Giuseppe il 18 marzo e Tutti i Santi il 31 ottobre).
Inoltre, a partire dalla seconda metà del '700, il paese fu interessato da un diverso sviluppo edilizio. Fino ad allora il centro urbano si era essenzialmente sviluppato nella parte sottostante il castello, a partire dalla fine del XVIII sec. invece, le migliorate condizioni di una parte della popolazione porteranno all'edificazione di una serie di palazzi borghesi nella parte sopraelevata rispetto al maniero, che al termine di un lungo ciclo di costruzione durato decenni, daranno vita ai quartieri di via Perillo, via Santa Rosa, via Mazzini e piazza XX Settembre.

### Età moderna e contemporanea
Nel Mezzogiorno le obsolete strutture feudali furono spazzate via soltanto con le cd. leggi eversive della feudalità attuate tra il 1806 e il 1808, con le quali Giuseppe Bonaparte, re di Napoli e fratello di Napoleone, abolì la feudalità nel Regno di Napoli e fece sì che alle Universitas dipendenti dai feudatari andassero sostituendosi i liberi e autonomi comuni; infatti risale all'anno 1809 l'elezione del primo sindaco nel comune di Roccadaspide. Fu istituita anche una magistratura speciale, la Commissione Feudale, per dirimere l'enorme contenzioso sorto tra i baroni e le Universitas in seguito all'abolizione del feudalesimo. È infatti datata 22 marzo 1810 la sentenza con la quale la suddetta Commissione pone definitivamente fine al feudalesimo in Roccadaspide condannando l'ultimo discendente dei Filomarino, Giacomo Duca di Perdifumo, a rinunziare agli ultimi privilegi feudali.
Nel 1850 il paese assunse il nome definitivo di Roccadaspide che, salvo brevi archi temporali in cui si è preferito ricorrere ad altre denominazioni, è rimasto inalterato fino ad oggi.
È da segnalare inoltre che nel periodo compreso tra la fine del '700 e la seconda metà dell'800, anche se Roccadaspide non venne coinvolta direttamente negli eventi sociali e politici che determinarono il crollo dell''ancien régime nel Meridione e l'instaurazione del Regno d'Italia, numerosi sono stati i cittadini del comune che vi parteciparono e che in molti casi vi persero la vita.
La crescita demografica dei secoli precedenti favorì a partire dal XIX secolo, l'ascesa politica del comune nel nuovo assetto istituzionale e così dopo il periodo napoleonico, dal 1811 al 1860 Roccadaspide è stato capoluogo dell'omonimo circondario appartenente al Distretto di Campagna del Regno delle Due Sicilie e successivamente, dal 1860 al 1927, durante il Regno d'Italia è stato capoluogo dell'omonimo mandamento appartenente al Circondario di Campagna.
Nel corso della prima guerra mondiale furono ben 43 i cittadini rocchesi che persero la vita nel corso delle operazioni belliche. Durante il secondo conflitto mondiale, invece, oltre alla perdita di 67 militari sul fronte, il paese subì il coinvolgimento diretto nelle manovre militari nel corso dell'Sbarco a Salerno intrapresa dagli Alleati. Durante tale azione di guerra, infatti, le truppe tedesche tentarono di mantenere la posizione in Roccadaspide allo scopo di controllare il percorso stradale che conduceva verso l'interno, Ciò fece sì che, in quei giorni, oltre al passaggio degli eserciti belligeranti, si verificassero due significativi episodi bellici: la sera dell'11 settembre 1943 l'esercito tedesco attaccò a colpi di cannonate alcune postazioni site nelle campagne, causando due vittime, mentre il giorno 15 settembre 1943 alle ore 16:00, all'indomani dello sbarco degli Alleati sul litorale di Paestum, un bombardamento aereo dall'aviazione americana colpì il centro urbano, causando 41 vittime civili e danneggiando molti edifici tra i quali la chiesa dell'Assunta.
A partire dalla prima metà del XX secolo, il paese risentì della mancata industrializzazione dell'intera regione: la maggioranza della popolazione locale viveva in povertà e si suddivideva essenzialmente in contadini, che vivevano sparsi nelle campagne e in una classe composta da artigiani, piccoli commercianti e manovali che invece abitavano il capoluogo. A causa di tale situazione di indigenza, fino alla fine degli anni ‘60, molti abitanti della zona furono costretti ad emigrare all'estero oppure ad andare a lavorare presso le imprese agricole che si erano inserite nella Piana del Sele, dopo che questa era stata bonificata a partire dalla fine degli anni '20.
Nonostante ciò il paese continuò a svilupparsi, la popolazione continuò a crescere e Roccadaspide fu sempre tra i primi paesi del Cilento ad usufruire dei benefici tecnologici che contraddistinsero il XX secolo (già nel 1910 la costruzione di una piccola centrale idroelettrica sul fiume Calore garantì la corrente elettrica in alcune piccole zone del territorio; la prima linea automobilistica della provincia di Salerno fu stabilita tra Castel San Lorenzo e Capaccio che attraversava il solo centro di Roccadaspide ed era già attiva nel secondo decennio del ‘900).
Durante la seconda metà del XX secolo invece, grazie soprattutto ad una popolazione molto elevata rispetto alla media del Cilento (sul finire degli anni '70 Roccadaspide contava quasi 9 000 abitanti), il paese beneficiò degli effetti della terziarizzazione della società e nel comune furono insediati due istituti di scuola superiore, un campo sportivo, un ospedale, la sede della Comunità montana Calore Salernitano e altri enti pubblici che favorirono l'affermazione di una classe benestante e di un'intensa attività commerciale ed edilizia. Tutti questi fattori favorirono la nascita di negozi, bar e condomini che modificarono significativamente l'aspetto urbano del paese, mentre nello stesso periodo si registrò un importante incremento della produzione di vino e olio d'oliva, che ha inciso sull'aspetto delle campagne locali.
Dai primi anni '90 parte del territorio del comune fa parte del Parco nazionale del Cilento e Vallo di Diano.

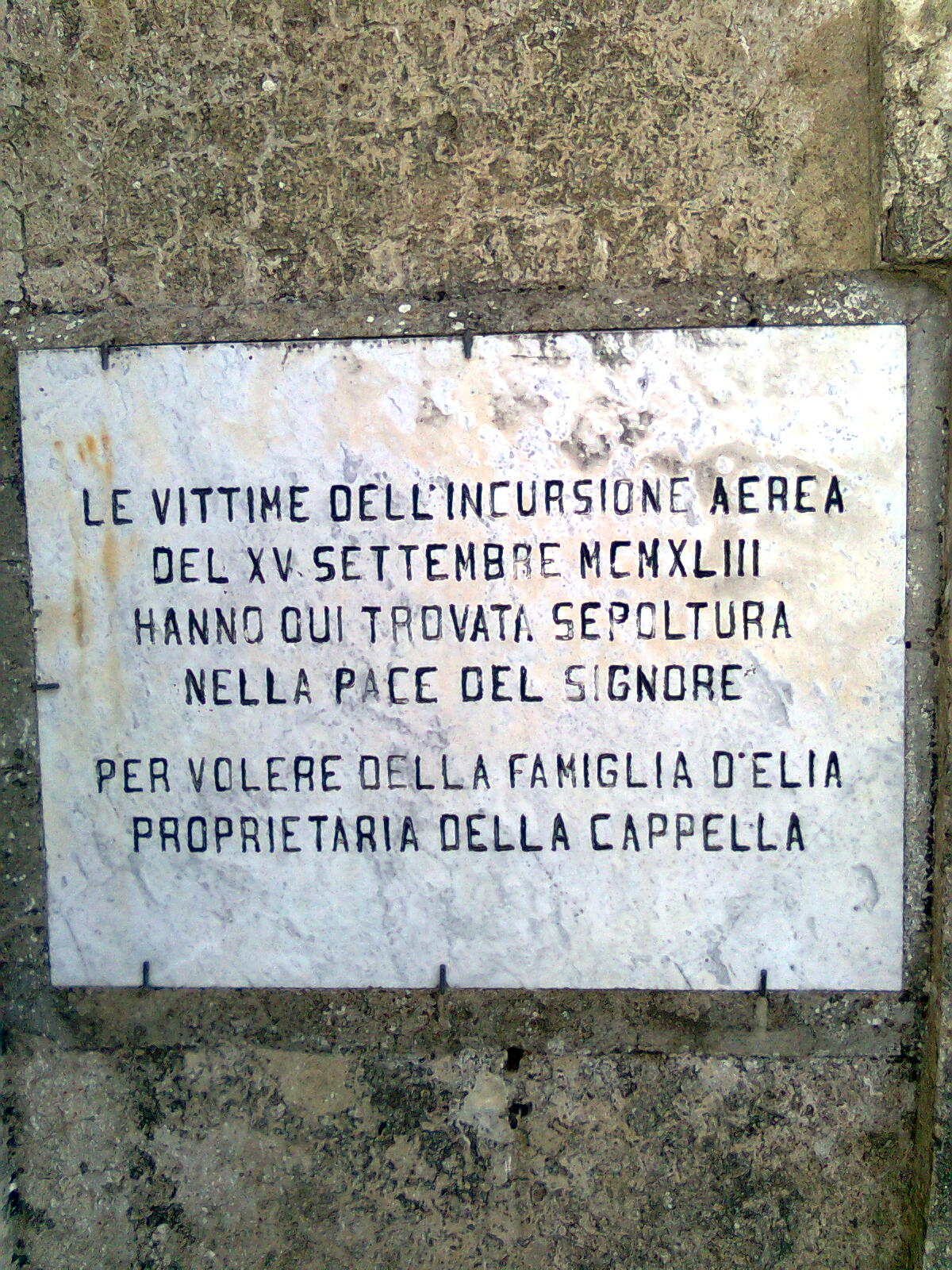
Lapide commemorativa delle vittime del bombardamento aereo del 1943 posizionata nel cimitero del paese.

Agli inizi del III millennio il paese sta risentendo notevolmente delle nuove esigenze abitative della popolazione, meno incline a vivere nel capoluogo, e del più difficile contesto socioeconomico che è andato maturando sul piano nazionale.
Dopo secoli durante i quali il capoluogo non ha fatto altro che ingrandirsi, attualmente si sta invece spopolando, in quanto la popolazione preferisce trasferirsi nelle zone costiere della Campania oppure nelle campagne del comune: in particolar modo negli ultimi anni gli abitanti si stanno trasferendo in località Carpine – San Paolo e nella contrada Fonte quest'ultima, direttamente confinante con la piana del comune di Capaccio, è dotata di una notevole distesa pianeggiante nella quale si è sviluppata una discreta attività imprenditoriale negli ultimi decenni.
Il territorio del comune inoltre non sembra poter sostenere il confronto con le zone costiere del resto della provincia e non pare più capace di offrire un'occupazione ai giovani, in specie ai laureati, i quali stanno dando vita ad un nuovo fenomeno migratorio che si ripercuote inevitabilmente sulla popolazione, che sta lentamente invecchiando e diminuendo.

### Simboli
Lo stemma storico di Roccadaspide era stato riconosciuto con decreto del capo del Governo del 28 ottobre 1935, mentre la versione attuale è stata concessa con D.P.R. del 24 febbraio 1995.
È un'arma parlante dove sono raffigurate una rocca e un aspide.
Il gonfalone, concesso con lo stesso decreto del 1995 è un drappo partito di rosso e di verde.
La bandiera è stata concessa con D.P.R. dell'11 ottobre 1999.

## Monumenti e luoghi d'interesse

### Il Castello Feudale Filomarino
Compreso nell'agglomerato urbano del centro capoluogo, il castello è situato su un'altura che domina la sottostante Valle del fiume Calore Lucano.

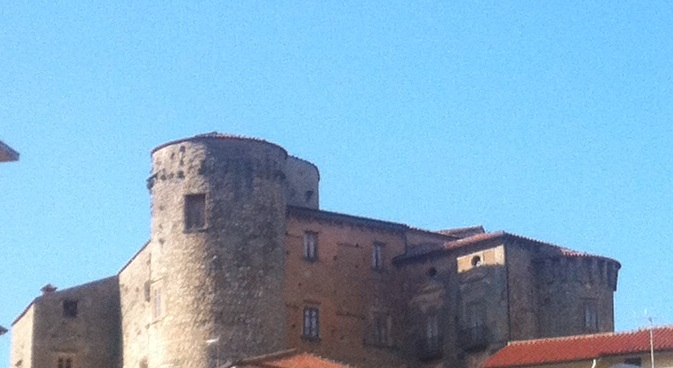
il Castello di Roccadaspide

La sua edificazione venne presumibilmente iniziata nel 1245, sulla base di una rocca già esistente.
Si ritiene che fu l'imperatore Federico II di Svevia a voler fortificare la struttura originaria, in seguito agli eventi relativi alla congiura di Capaccio, allo scopo di porre in quella zona un baluardo per meglio controllare la Valle del Calore Lucano.
La documentazione storica rinvenuta, infatti, dimostra come almeno dal X secolo a Roccadaspide fosse presente una rocca ovvero una torre, mentre a partire dal 1270, e quindi subito dopo gli eventi del 1245, i documenti riferiscono dell'esistenza di un vero e proprio castello. D'altronde è certo che Federico II, nello stesso periodo in cui si fa risalire l'edificazione del castello di Roccadaspide, fece erigere numerose fortificazioni a guardia della Valle del Calore per le lotte allora esistenti tra l'Impero e il Papato.
Dopo la sua costruzione, il castello ha ospitato le varie famiglie nobiliari alle quali veniva concessa la signoria dell'Universitas di Roccadaspide; attualmente il castello è di proprietà di privati.
Il maniero, che nei secoli ha subito varie aggiunte e trasformazioni, si presenta in ottimo stato di conservazione, ha un perimetro di 400 metri ed è costituito da 33 stanze e 7 torri di cui 2 quadrangolari e 5 cilindriche.
All'interno delle mura del castello sono inoltre presenti degli ambienti un tempo adibiti a prigioni e camera dei supplizi nonché i giardini della Corte.
È certo inoltre che in epoca feudale, intorno al castello, vennero erette varie strutture caratteristiche del periodo medioevale quali una cinta muraria, torrette di avvistamento, un ponte levatoio in legno, una cisterna, due porte artistiche dalle quali si accedeva al centro urbano, il macello della Corte, depositi, capannoni, recinti per animali, la vigna della Corte e tante altre di cui rimango soltanto poche tracce.

### Ruderi del convento Francescano dei P. Conventuali dedicato a S. Maria delle Grazie
Il convento è ubicato fuori dal centro abitato nella sottostante Valle del Calore. Costruito nel XV secolo, probabilmente da parte dei Frati Domenicani, fu successivamente concesso, nella seconda metà del XVI secolo, ai Frati Minori Conventuali di S. Francesco. Il convento venne soppresso col Decreto Reale di S.M. Giuseppe Bonaparte del 10 gennaio 1808 che rientrava nel più ampio piano politico di legislazione antifeudale e anticlericale volto all'abolizione dei privilegi e dei diritti feudali, che interessò il Regno di Napoli durante il cd. decennio francese (1806-1815).
Successivamente, in seguito alla legge n. 653 del giorno 11 marzo 1817 del Regno delle Due Sicilie, che prevedeva l'istituzione in ciascun comune di un apposito camposanto fuori dal centro abitato, la chiesa del convento e l'annesso giardino vennero utilizzate come cimitero fino al 1839.
La chiesa del convento attualmente è dedicata al culto di Sant'Antonio di Padova, è a navata unica monoabsidata e vi si accede attraverso un portico, sormontato da due volte a crociera, dov'è visibile un ciclo pittorico quasi totalmente ricoperto da intonaci raffigurante l'Albero dei Francescani e Santa Maria delle Grazie con San Francesco e Sant'Antonio. Nella chiesa della struttura è collocata la statua di S. Maria delle Grazie invocata dal popolo in tempi di siccità, mentre all'esterno è ancor oggi ubicata la statua della Madonna del latte e la croce di Monteoliveto.

### Ruderi del Convento dei Carmelitani dedicato a S. Maria dell'Arco e del Carmine
Il convento dei carmelitani scalzi era sito su una collinetta isolata, in posizione leggermente sopraelevata rispetto al paese a circa un chilometro dal centro urbano.
La sua funzione principale era quella di custodire le tombe delle famiglie nobili rocchesi e l'ossario comune.
Il Convento venne saccheggiato nel 1799 ad opera delle truppe franco-napoletane guidate dal generale Schifani in quanto i frati avrebbero appoggiato i filo-borbonici nel corso delle vicende che interessarono la Repubblica Napoletana. In seguito, nell'ambito della politica anticlericale perseguita dal governo napoleonico, il convento venne chiuso nel settembre 1809, ma la relativa chiesa rimase aperta al culto ancora per qualche tempo prima di essere in seguito affidata al Comune.
Il convento, ora in rovina, fu demolito negli anni 50 del XX sec. e le pietre furono utilizzate per costruire le strade rurali del comune. La struttura era costituita da numerosi edifici tra i quali una chiesa con nove cappelle, un refettorio, un chiostro e altri luoghi comuni di lavoro.

### Lapide dello Scanno
Nei pressi dei ruderi del convento dei carmelitani, e precisamente in località Difesa - Santa Maria, in un punto denominato Scanno, in posizione sopraelevata rispetto alla Strada statale 166 degli Alburni, è situata una lapide incisa nella roccia, la quale fu scolpita nel 1728 per ricordare l'ultimazione della via mulattiera che congiungeva il capoluogo con la parte occidentale del resto del comune e con la zona di Capaccio.

### Chiesa dell'Assunta
L'edificio è situato nel centro storico ed è la più antica chiesa del paese. Verosimilmente fu edificata prima dell'anno 1000 dagli scampati alla distruzione della vicina città di Paestum. È stata la chiesa madre del paese sino al tardo '800. Fu danneggiata nel 1943 dai bombardamenti alleati della seconda guerra mondiale e in seguito restaurata.

### Chiesa della Natività di Maria
Attuale chiesa madre, è situata su un'altura che domina la piazza principale del paese, fu edificata nel 1608 nei pressi dell'allora monastero di clausura di Sant'Elisabetta; la chiesa presenta delle finestre solo sul lato sinistro proprio a causa del fatto che il lato destro venne costruito adiacente al Monastero di clausura. La chiesa è stata più volte restaurata e modificata nel corso dei secoli, il più importante di questi interventi si ebbe nel 1862 ad opera del parroco Francesco Antico, che trasformò la base della chiesa a croce latina. La chiesa fu gravemente danneggiata dal terremoto del 1980, è stata restaurata e riaperta al culto alla fine degli anni '90. Di particolare interesse sono il portale di bronzo (collocato dopo il restauro degli anni '90), il campanile con l'orologio e le sacre suppellettili custodite all'interno della chiesa tra le quali ricordiamo una tela ad olio raffigurante l'Immacolata concezione ritenuta un'opera giovanile di Giovanni Battista Caracciolo detto il Battistello e datata intorno al 1607 circa, nonché le statue di Santa Sinforosa e San Getulio che ne contengono le rispettive reliquie.

### Chiesa del Carmine o dei Morti
Costruita dinanzi al castello nel 1700, era una chiesa della congrega dei morti. In questa chiesa vi era una fossa comune, oggi sigillata a gesso, ove si seppellivano i morti fino agli inizi del XIX secolo. Al suo interno furono custoditi un altare e una statua della Madonna del Carmine un tempo appartenuti al Convento dei carmelitani. Attualmente è sconsacrata e non adibita più al culto.

### I castagneti
Il territorio del comune di Roccadaspide è ricompresso per il 38% nell'area del Parco nazionale del Cilento, Vallo di Diano e Alburni. Il principale elemento floreale della zona è costituito dall'albero di castagno che in queste zone produce una particolare varietà di castagna a cui è riconosciuto il marchio IGP. Lungo le pendici del Monte Vesole è possibile percorrere una strada asfaltata, oppure dei sentieri a piedi, dai quali è possibile ammirare un esteso bosco di castagni nel quale possono essere individuati alcuni elementi tipici della cultura contadina quali muretti a secco, ponti in pietra, fontane con abbeveratoi per mandrie al pascolo. Lungo il percorso, in alcuni punti, è anche possibile godere di una completa panoramica su tutta la sottostante Valle del Calore.

## Società

### Evoluzione demografica
Abitanti censiti

### Etnie e minoranze straniere
Al 1º gennaio 2011 a Roccadaspide risultano residenti 298 cittadini stranieri. Le nazionalità principali sono:
- Romania: 129
- Bulgaria: 58
- Marocco: 28
- Ucraina: 27
- Polonia: 21

### Religione
La maggioranza della popolazione è di religione cristiana appartenenti principalmente alla Chiesa cattolica; il comune appartiene alla diocesi di Vallo della Lucania, comprendente tre parrocchie.
L'altra confessione cristiana presente è quella Evangelica con una comunità delle Chiese cristiane evangeliche "Assemblee di Dio in Italia"

### Istituzioni, enti e associazioni
- Ospedale di Roccadaspide

## Geografia antropica

### Frazioni
Lo statuto comunale di Roccadaspide riconosce all'interno del proprio territorio solo contrade, suddivise in due gruppi, di cui uno comprendente abitati elevabili a frazioni.

#### Contrade
- Carretiello: 550 abitanti 222 m s.l.m.,
- Doglie: 450 abitanti 370 m s.l.m.,
- Fonte: 847 abitanti 85 m s.l.m., situata lungo la SR exSS 166,
- Serra: 329 abitanti 273 m s.l.m., situata lungo la SR exSS 166,
- Tempalta: 833 abitanti 271 m s.l.m., situata lungo la SP 11.

#### Contrade minori
- Casalotti, Isca, Massano, Seude, Terzerie, Tuoro, Verna.

## Economia
Roccadaspide ha un'economia che essenzialmente si poggia sul settore terziario. Nel comune infatti sono presenti numerosi ed importanti enti pubblici quali ad esempio un ospedale, la Comunità montana Calore Salernitano, due istituti di scuola media, superiore e molti altri, che insieme ad una serie di attività nel settore terziario privato (significativa è la presenza di filiali di banche, di assicurazioni nonché di studi professionali), garantiscono alla cittadina un ruolo di erogatore di servizi non solo per la comunità locale ma anche per la popolazione stanziata in tutta la restante Valle del Calore.
Come in molti piccoli centri, l'economia di Roccadaspide è invece carente di un significativo polo industriale nonché di un importante movimento turistico. Le piccole, ma vivaci, attività imprenditoriali si concentrano essenzialmente nella contrada Fonte la quale è dotata di un territorio pianeggiante adiacente alla zona della Piana del Sele. Per quanto riguarda il turismo invece le strutture ricettive sono rappresentante da un discreto numero di agri-turismo e dalla presenza di diversi piccoli alberghi e ristoranti.
Per quanto riguarda l'agricoltura vi è da segnalare che numerosi sono i prodotti tipici del luogo, tra cui spicca senz'altro il Marrone di Roccadaspide, un particolare tipo di castagna che si avvale del marchio IGP, e la produzione dolciaria ad essa collegata. Significative sono inoltre le produzioni di vino, olio extravergine di oliva, miele biologico, birra e prodotti agricoli e caseari.
Degno di nota è anche il notevole successo che riscuote sul mercato edilizio la cd. "Pietra di Roccadaspide", conosciuta anche come "Pietra dello Scanno", dal nome della località omonima in cui sono situate le cave adibite alla sua estrazione. Tale formazione rocciosa è caratterizzata da un colore grigio azzurro, che spesso evolve al giallognolo per alterazione; tali peculiarità l'hanno resa molto apprezzata ai fini decorativi.

## Infrastrutture e trasporti

### Strade
- Strada statale 166 degli Alburni.
- Strada Regionale 488/b Controne(bivio SP 246)-Roccadaspide-Castel San Lorenzo-Felitto.
- Strada Provinciale 258 Innesto SP 11(loc. Acquaviva)-Innesto SR 488.
- Strada Provinciale 414 Innesto SP 13(Monteforte Cilento)-Roccadaspide.
- Strada Provinciale 444 Innesto ex SS 166-Innesto SP 414(variante di Roccadaspide).
- Strada Provinciale 11/b Innesto SP 88 (Bivio Altavilla)-Serra di Roccadaspide-(Innesto SS 166).
- Strada Provinciale 419 Innesto SP 88(Altavilla Silentina)-Innesto SP 258(loc. Acquaviva di Roccadaspide).
- Strada Provinciale 410 Scigliati-Innesto SS 166.

### Ferrovie
- Stazione di Capaccio-Roccadaspide sulla Ferrovia Tirrenica Meridionale.

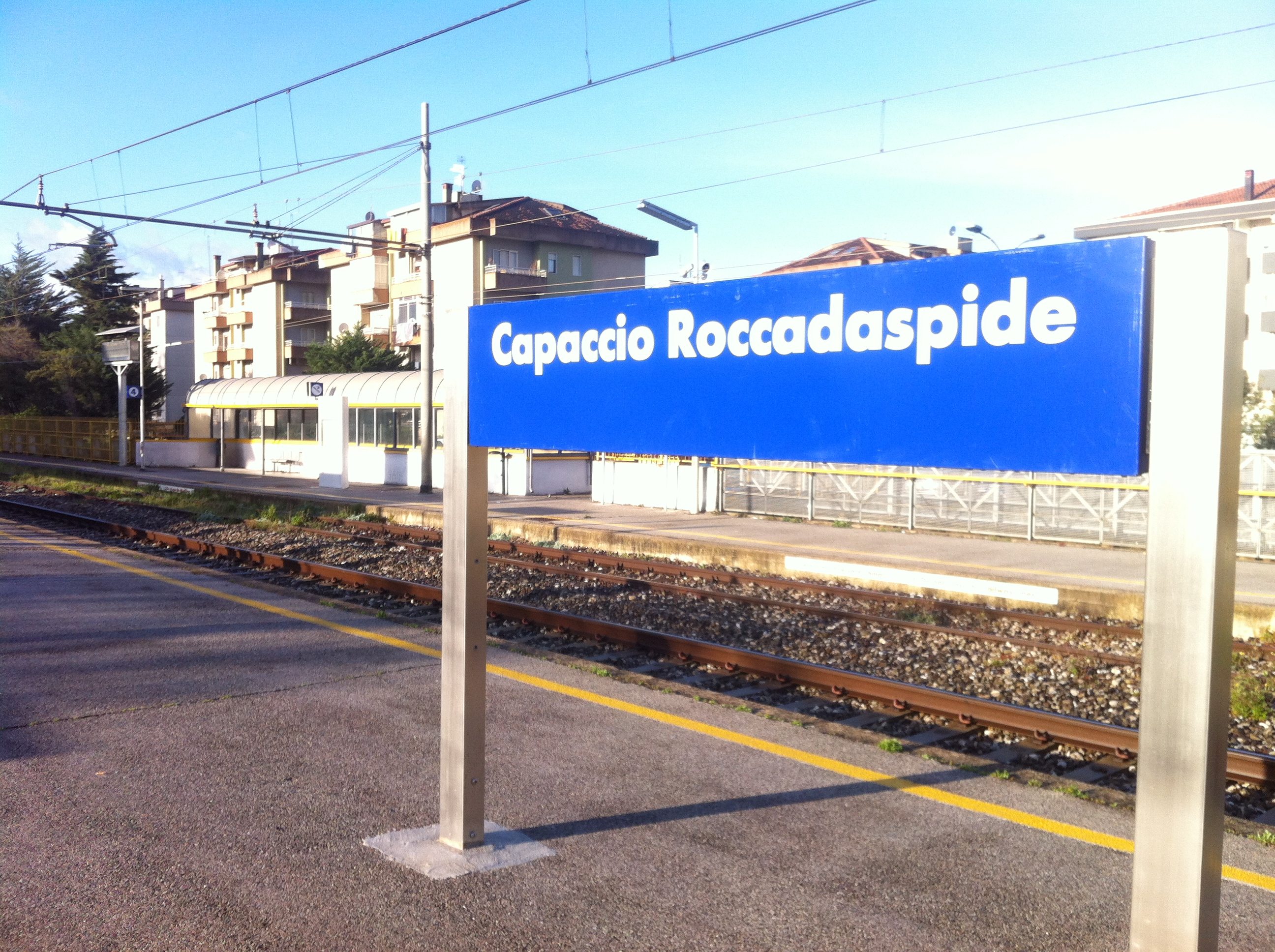
Stazione di Capaccio-Roccadaspide

### Mobilità urbana
La mobilità è affidata, per i trasporti urbani, alla società Autolinee De Rosa e per quelli extraurbani alla società Santomauro entrambe aderenti alla Società Consortile Salernitana Trasporti.

## Amministrazione

Gonfalone civico

### Sindaci
| Periodo        | Periodo        | Primo cittadino        | Partito                                                  | Carica  | Note |
| -------------- | -------------- | ---------------------- | -------------------------------------------------------- | ------- | ---- |
| aprile 1986    | giugno 1988    | Giuseppe Antonio Ricco | Lista civica                                             | Sindaco |      |
| giugno 1988    | giugno 1993    | Matteo Lombardi        | Lista civica                                             | Sindaco |      |
| 6 giugno 1993  | 13 maggio 2001 | Giovanni D'Angelo      | DC                                                       | Sindaco |      |
| 13 maggio 2001 | 28 maggio 2006 | Giuseppe Capuano       | centro-sinistra                                          | Sindaco |      |
| 29 maggio 2006 | 5 giugno 2016  | Girolamo Auricchio     | lista civica di centro-sinistra Insieme per Roccadaspide | Sindaco |      |
| 5 giugno 2016  | in carica      | Gabriele Iuliano       | lista civica di centro-sinistra Insieme per Roccadaspide | Sindaco |      |

### Altre informazioni amministrative
Le competenze in materia di difesa del suolo sono delegate dalla Campania all'Autorità di bacino interregionale del fiume Sele.

## Sport
Nella città hanno sede il Campo Sportivo Comunale San Paolo e un Palazzetto dello Sport in località Carpine.
Il calcio, sport principale nel comune, è rappresentato dall'Associazione "A.S.D. Tempalta", fondata nel 2009.